# Parafia greckokatolicka Narodzenia św. Jana Chrzciciela w Zamienicach
Parafia Narodzenia Świętego Jana Chrzciciela w Zamienicach – parafia greckokatolicka w Zamienicach. Parafia należy do eparchii wrocławsko-koszalińskiej i znajduje się na terenie dekanatu legnickiego.

## Historia
W 1947 grekokatolicy z południowo-wschodniej Polski zostali w ramach Akcji „Wisła” przymusowo wysiedleni na ziemie zachodnie i północne.
W 1996 roku została utworzona parafia pw. Narodzenia św. Jana Chrzciciela, księgi metrykalne są prowadzone od 1976 roku.

## Proboszczowie
1975–1991 – ks. Jan Martyniak (od 1989 biskup).
1991–1998 – ks. Marek Sośnicki.
1998–1999 – ks. Bogdan Ogrodnik.
1999–2013 – ks. Bogdan Harasym.
od 2013 – ks. Paweł Berezka.

## Świątynia parafialna
Cerkiew Narodzenia św. Jana Chrzciciela w Zamienicach